# Thure Sjöstedt
Ture Sigvard "Thure" Sjöstedt est un lutteur suédois né le 28 août 1903 à Yngsjö et mort le 2 mai 1956 à Malmö.

## Palmarès

### Jeux olympiques
- Médaille d'or en lutte libre dans la catégorie des moins de 87 kg en 1928 à Amsterdam
- Médaille d'argent en lutte libre dans la catégorie des moins de 87 kg en 1932 à Los Angeles

### Championnats d'Europe
- Médaille d'or en lutte libre dans la catégorie des plus de 87 kg en 1934 à Stockholm
- Médaille d'argent en lutte gréco-romaine dans la catégorie des moins de 82,5 kg en 1927 à Budapest